# Poney de selle suédois
Le poney de selle suédois (suédois : svensk ridponny) est un stud-book de poneys de sport originaire de Suède. Il est destiné aux sports équestres.

## Histoire
Le nom de cette race en anglais est Swedish Riding Pony.
Le registre généalogique est très récent, ne s'étant constitué qu'au début des années 1990. C'est à cette époque qu'une association de race s'est constituée en Suède. La race se forme progressivement par croisements entre des poneys déjà présents en Suède, et des chevaux et poneys d'importation. Plus tard, c'est l'influence du Pur-sang qui se révèle déterminante dans la constitution du poney de selle suédois.

## Description
C'est un poney de sport, toisant au maximum 1,48 m,. L'association de la race (Avelsföreningen Svensk Ridponny) indique une fourchette de tailles autorisées allant de 1,30  à   1,48 m.
Son apparence rappelle le Pur-sang en miniature.
Plusieurs races sont autorisées en croisement. La sélection repose essentiellement sur les performances sportives. Ce poney est considéré comme étant à environ 70 % d'origines Pur-sang. Le tempérament est recherché adapté à une équitation par des enfants.

## Utilisations
C'est un poney destiné aux sports équestres.

## Diffusion de l'élevage
Les effectifs de la race indiqués sur la base de données DAD-IS ne sont pas précis, indiquant un cheptel entre 1 000 et 10 000 individus en 1999, avec tendance à la hausse. L'étude menée par l'Université d'Uppsala, publiée en août 2010 pour la FAO, signale le poney de selle suédois comme race de chevaux locale européenne qui n'est pas menacée d'extinction.